# شیشه شکسته (ترانه ریچل پلتن)
«شیشهٔ شکسته» (انگلیسی: Broken Glass) ترانه‌ای از خواننده و ترانه‌پرداز آمریکایی ریچل پلتن است که برای چهارمین آلبوم استودیویی او و دومین آلبوم منتشرشده تحت یک ناشر موسیقی بزرگ به نام موج‌ها ضبط شده است. این ترانه در تاریخ ۱۸ اوت ۲۰۱۷ توسط شرکت کلمبیا رکوردز به عنوان تک‌آهنگ آغازین این آلبوم منتشر شد.

## انتشار
در ۱۴ اوت ۲۰۱۷، پلتن در حساب رسمی خود در توییتر اعلام کرد که تک‌آهنگ جدیدی با عنوان «شیشهٔ شکسته» در روز ۱۸ اوت ۲۰۱۷ منتشر خواهد شد.

## جدول‌های موسیقی
| جدول (۲۰۱۷)                                     | بالاترین جایگاه |
| ----------------------------------------------- | --------------- |
| بزرگسالان معاصر ایالات متحده (بیلبورد)          | ۲۵              |
| ۴۰ تک‌آهنگ برتر بزرگسالان ایالات متحده (بیلبورد) | ۱۷              |
| ترانه‌های دیجیتال پاپ ایالات متحده (بیلبورد)     | ۲۳              |

## تاریخچه انتشار
| منطقه        | تاریخ       | فرمت(ها)       | ناشر   | منابع |
| ------------ | ----------- | -------------- | ------ | ----- |
| مختلف        | ۱۸ اوت ۲۰۱۷ | دانلود دیجیتال | کلمبیا | [ ۳ ] |
| ایالات متحده | ۲۸ اوت ۲۰۱۷ | رادیو معاصر    | کلمبیا | [ ۸ ] |